# From the Depths of Darkness
From the Depths of Darkness es el noveno álbum de estudio de Burzum, lanzado el 28 de noviembre de 2011 a través de Producciones Byelobog. Es en cierto modo una recopilación, ya que se trata de los nuevos temas regrabados de los primeros dos álbumes de Burzum, Burzum (1992) y Det som var engang (1993), con tres nuevas pistas.

## Listado de canciones
Todas las canciones escritas y compuestas por Varg Vikernes. 
| N.º | Título                                                   | Original album     | Duración |  |
| 1.  | «The Coming (Introduction)»                              | (Canción Nueva)    | 0:25     |  |
| 2.  | «Feeble Screams from Forests Unknown»                    | Burzum             | 7:48     |  |
| 3.  | «Sassu Wunnu (Introduction)»                             | (Canción Nueva)    | 0:44     |  |
| 4.  | «Ea, Lord of the Depths»                                 | Burzum             | 5:23     |  |
| 5.  | «Spell of Destruction»                                   | Burzum             | 6:47     |  |
| 6.  | «A Lost Forgotten Sad Spirit»                            | Burzum             | 11:30    |  |
| 7.  | «My Journey to the Stars»                                | Burzum             | 7:51     |  |
| 8.  | «Call of the Siren (Introduction)»                       | (Canción Nueva)    | 2:00     |  |
| 9.  | «Key to the Gate»                                        | Det Som Engang Var | 5:14     |  |
| 10. | «Turn the Sign of the Microcosm (Snu Mikrokosmos' Tegn)» | Det Som Engang Var | 9:50     |  |
| 11. | «Channeling the Power of Minds into a New God»           | Burzum             | 4:56     |  |

## Personal
- Varg Vikernes - Vocalista , guitarra, sintetizador, batería, bajo
- Pytten - ingeniería
- Davide Bertolini - ingeniería, producción

- Datos: Q1940570